# Benguetia omphalodes
Benguetia omphalodes är en svampart som beskrevs av Syd. & P. Syd. 1917. Benguetia omphalodes ingår i släktet Benguetia, ordningen disksvampar, klassen Leotiomycetes, divisionen sporsäcksvampar och riket svampar.   Inga underarter finns listade i Catalogue of Life.